# Alexandr Alexandrovič Bogdanov

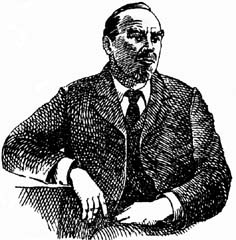
Alexandr Bogdanov

Alexandr Alexandrovič Bogdanov (rusky Александр Александрович Богданов), vlastním jménem Malinovskij (Малиновский); 22. srpna 1873, Sokůlka, Grodno – 7. duben 1928, Moskva) byl ruský filozof, ekonom, spisovatel, žurnalista, lékař a člen frakce bolševiků.

## Životopis

### Mládí
Narodil se do učitelské rodiny. Při dostudování na Lomonosovově univerzitě byl zatčen za vstup do organizace Svoboda lidu a deportován do Tuly. Po propuštění studoval na Charkovské univerzitě.
V roce 1899 byl zatčen a deportován do Vologdy. Po propuštění přijal pseudonym Bogdanov a v roce 1903 vstoupil do Ruské sociálně demokratické dělnické strany. Když se strana rozštěpila, přiklonil se k bolševické frakci.

### Bolševik
Začal pracovat v redakci novin Vperjod (česky Vpřed), Proletari (česky Proletáři) a Novaja žizň (česky Nový život). V letech 1904 až 1906 publikoval tři svazky filozofického cyklu „Empiriomonismus“, v nichž se pokoušel propojit marxismus s filozofií Ernsta Macha, Wilhelma Ostwalda a Richarda Avenaria.
Tato práce později ovlivnila mnoho marxistických teoretiků, včetně Nikolaje Bucharina. Jeho dílem se nechal inspirovat i Lenin ve své filozofické práci Materialismus a empiriokriticismus.
Po revoluci roku 1905 došlo mezi ním a Leninem k mnoha rozporům, které roku 1909 vyvrcholily jeho vyhnáním z bolševické frakce a emigrací na Capri. Tam se spojil s Maximem Gorkým a Anatolijem Lunačarským, se kterými založil školu pro tovární dělníky.

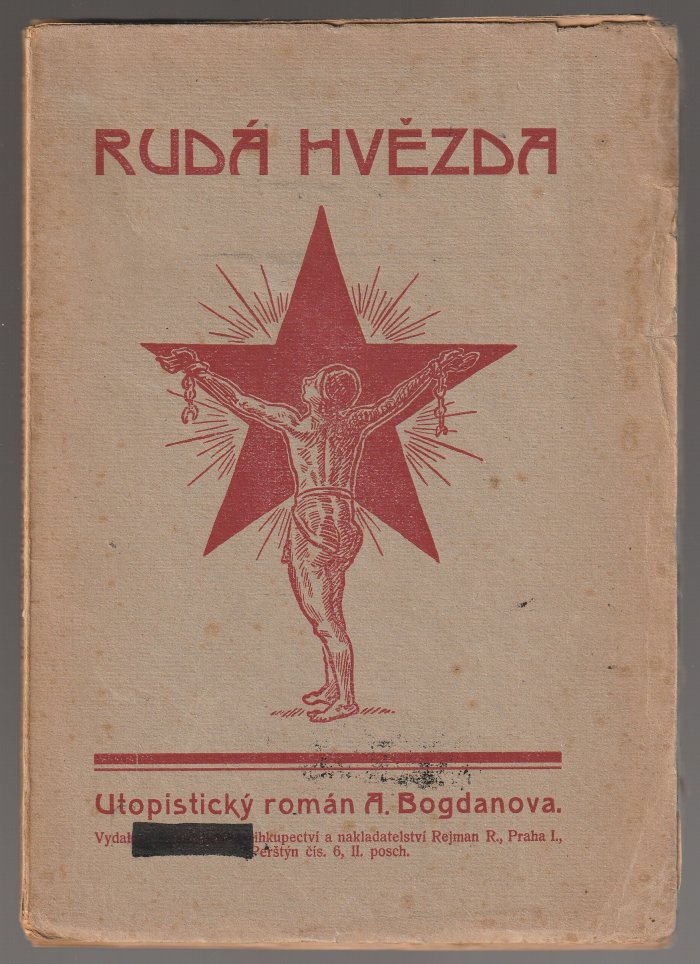
Obálka knihy Rudá hvězda, Komunistické knihkupectví a nakladatelství Rudolf Rejman 1921

Roku 1908 napsal knihu Rudá hvězda, v níž pojednává o cestách na Mars, což bylo tehdy považováno za sci-fi.
V roce 1910 přemístil školu do Bologne.

### Návrat do Ruska
Roku 1914 se vrátil do Ruska, kdy sloužil v první světové válce jako lékař v nemocnici.
Za říjnové revoluce roku 1917 nehrál žádnou roli. Lenin mu několikrát nabídl odpuštění a návrat k bolševikům, on však pokaždé odmítl. Stal se sice editorem ve stranickém deníku Pravda, roku 1922 však odešel i z redakce, údajně pro neshody s kolegy.
Roku 1923 byl zatčen, obviněn ze spolupráce s esery, pro nedostatek důkazů však byl osvobozen.

### Lékařství
V roce 1924 se začal zabývat experimenty s transfuzí krve. Chtěl dosáhnout toho, aby lidé dosáhli věčného mládí nebo přinejmenším částečného omlazení. Mezi těmi, kteří byli Bogdanovovými "pokusnými králíky", byla i Leninova sestra Marie Uljanovová nebo diplomat Leonid Krasin.
On sám na sobě zkoušel krevní transfuzi. Po několika pokusech si všiml zlepšení zraku, zastavení plešatění a dalších pozitivních symptomů.

### Smrt
Jeho lékařské pokusy se mu však nakonec staly osudnými. Zemřel 7. dubna 1928, když do sebe aplikoval krev od studenta trpícího malárií a tuberkulózou.

## Vliv
Bogdanovova tektologie a teorie rovnováhy ovlivnila názory Nikolaje Bucharina.

## Česká vydání
- Červená hvězda, přeložil F. Vorel, Praha: Právo lidu 1912.
- Věda a dělnická třída, přeložil Junius (Alois Adalbert), Praha: Josef Vetešník 1921.
- Rudá hvězda, Praha: Komunistické knihkupectví a nakladatelství Rudolf Rejman 1921.
- Inženýr Menny, přeložil A. Rudin, Praha: Komunistické knihkupectví a nakladatelství Rudolf Rejman 1921.